# Mark van der Molen
Mark van der Molen (Gouda, 7 augustus 1985) is een Nederlands radio-dj op NPO 3FM.

## Biografie
Van der Molen begon zijn radiocarrière bij RTW FM in Waddinxveen, waar hij als redacteur en technicus werkte. Na een tijd bij Studio Alphen (destijds Alphen Stad FM/TV) als radio-dj actief te zijn, ging hij in augustus 2005 als stagiair aan de slag bij Kink FM, opnieuw als redacteur en vormgever voor het programma Avondland van Arjen Grolleman. Grolleman haalde hem vervolgens in de uitzending als sidekick.
In 2007 kreeg Van der Molen een eigen programma op Kink FM. Hij nam het lunchprogramma Jouw Favoriete Drie over. Hij bleef wel sidekick in Avondland. Toen Grolleman op 20 januari 2010 overleed, kwam de middaguitzending op Van der Molens schouders.

### Radio Veronica
Van november 2011 tot en met januari 2015 was hij dj bij Radio Veronica. Van der Molen maakte tot 1 september 2014 iedere doordeweekse dag deel uit van het Somertijdteam, naast Rob van Someren, DJ Sven en Harry van der Heijden (die later werd vervangen door Metha de Vos). Hij verving Juri Verstappen, die zich op andere zaken wilde richten. Van der Molen had in Somertijd ook zijn eigen programmaonderdeel, de Tweet van de Dag. Hierin las hij een opmerkelijke tweet van een BN'er voor. Voordat hij de tweet voorlas, vertelde hij op satirische wijze iets over de BN'er. Als Rob van Someren afwezig was, kondigde Van der Molen ook alle platen en programmaonderdelen in Somertijd aan. Aansluitend had Van der Molen van 19.00 tot 21.00 uur zijn eigen avondprogramma. Vanaf 1 september 2014 had hij alleen nog zijn avondprogramma.

### NPO 3FM
In februari 2015 stopte Van der Molen bij Radio Veronica om aan de slag te gaan bij PowNed. Voor deze omroep presenteert hij het nachtprogramma Nogal Wakker van vier tot zes uur 's ochtends op NPO 3FM. Na drie maanden ging de hele programmering van NPO 3FM op de schop en verhuist Van der Molen naar de nacht. Hij presenteerde daar elke werkdag van 00.00 tot 02.00 uur Markplaats voor AVROTROS. Nog geen jaar later ging de programmering van NPO 3FM weer op de schop. Van der Molen verhuisde opnieuw en maakte vanaf 14 november 2016 elke werkdag tussen 12.00 en 14.00 uur een programma met Ramon Verkoeijen, Mark+Ramon voor BNNVARA. In 2017 werd de programmering weer veranderd en werd het programma Mark+Ramon uitgezonden van 16.00 uur tot 18.00 uur. Mark en Rámon liepen in 2018 samen voor 3FM Serious Request 2018. In 2019 liep Mark weer mee, ditmaal met Jorien Renkema. Rámon liep wegens zijn burn-out niet mee.
Vanaf 1 april 2020 presenteert hij in de avonduren van maandag tot en met donderdag van 19:00 tot 21:00 uur De Avonturen Van Mark. Door een burn-out presenteerde Rámon Verkoeijen eerst niet mee, later kwam hij een dag in de week. Vanaf januari 2021 presenteerden ze samen. Eind 2021 veranderde 3FM de programmering en maakten Mark en Rámon een programma in het weekend tussen 12:00 en 14:00.
In de zomer van 2022 presenteerde Mark negen weken lang met Mai Verbij de 3FM ochtendshow, ter vervanging van Sander Hoogendoorn, die met zijn ochtenshow moest stoppen. Vanaf januari 2023 presenteren Mark en Mai voor BNNVARA weer samen in het weekend tussen 13:00 en 16:00. Rámon gaat tussen 10:00 en 13:00 een soloprogramma maken, wat hij in de zomer ook deed. Dit betekent na zes jaar een einde aan het duo Mark en Rámon.

### Verder
Op 25 september 2018 plaatste Mark zijn eerste video op zijn YouTubekanaal Gezouten Mening. Hij uploadt sindsdien met enige regelmaat een (fastfood)recensie. In april 2023 verzorgde Van der Molen de voice-over van het BNNVARA-programma Niet klein te krijgen van Paul de Leeuw.